# 南長崎6丁目警察官殺害事件
南長崎6丁目警察官殺害事件（みなみながさきろくちょうめけいさつかんさつがいじけん）は、1984年（昭和59年）7月10日に東京都豊島区南長崎六丁目で発生した殺人・公務執行妨害事件。
警視庁が2014年に行った「みんなで選ぶ警視庁140年の重大事件」では54位に選出された
。目白署警察官殺害事件とも呼ばれる。

## 概要
1984年（昭和59年）7月10日午前0時過ぎ、東京都豊島区南長崎六丁目の歯科医院に空き巣が入り、住人の男性がこの男を見つけ、「泥棒！」と叫ぶと男は逃げた。
男性の通報を受け、目白警察署はパトカーを1台出動させ、空き巣の捜索に当たった。
パトカーの乗務員のM巡査（当時28歳 警視庁目白警察署警ら課(現在の地域課)4係所属）は手配された犯人の人相に極似した男を見つけると、パトカーを降りて「泥棒！この野郎！」と叫び、犯人の男を走って追いかけた末、格闘となりその際に男に持っていた包丁で胸や腹等を刺された。M巡査は刺された後も男に組ついて逮捕しようとしたが、結局逃げられてしまった。M巡査は瀕死の状態ながらも、同僚らに助けを求めるためにパトカーに向かっていた。現場にはそれを現すように制帽からM巡査の遺体までの18メートルの間に微量の血痕が残っていた。
騒ぎを聞きつけた近隣住民によって事件が発覚し、M巡査を病院に収容したが、M巡査は刺された傷から内臓が飛び出しているなどの状態で40分後の午前0時40分に搬送先の日大板橋病院で死亡が確認された。

## 殉職警官
M警部補（殉職に伴いニ階級特進。以下警部補と記述する）は登山が趣味の心優しい性格の警察官で同僚からの信頼も厚く、住民からは柔道で鍛えたがっしりとした体格から親しみを込めて「金太郎さん」と呼ばれていたという。
刑事志望で同僚らに「刑事になりたい」とよく話していた。
司法解剖の為、M警部補の遺体が東大病院に搬送される際には70人の目白署員が見送ったという。
また、M警部補は事件のあった1984年だけで目白署長からの表彰を97回受けていた。目白署長は事件後の記者会見で、
```
「断腸の思いです。私としてはよくやってくれたとしかいいようがありません。この上は一日も早く犯人を逮捕してM君の霊に報いたい
[
8
]
[
6
]
。」
```

と語った。
M警部補が当時着用していた制服及び警察手帳等の装備品は現在警察博物館の殉職者顕彰コーナーで展示されている。

## 犯人
犯人のK（とび職 当時43歳）は窃盗などの前科が6回あり、M警部補の元同僚で丸の内警察署の巡査長などから「南長崎の警官殺しの犯人はKかもしれない」という問合せが相次いだ。その中には「逮捕する際に抵抗する癖あり」という記述もあったという。
Kは1ヶ月後に潜伏先の滋賀県長浜市内の建設現場で逮捕された。M警部補の命を奪った凶器の包丁は事件の3日前に板橋区のごみ捨て場で拾ったものであった。
その後無期懲役の判決を受けている。